# 이베트 밈미여

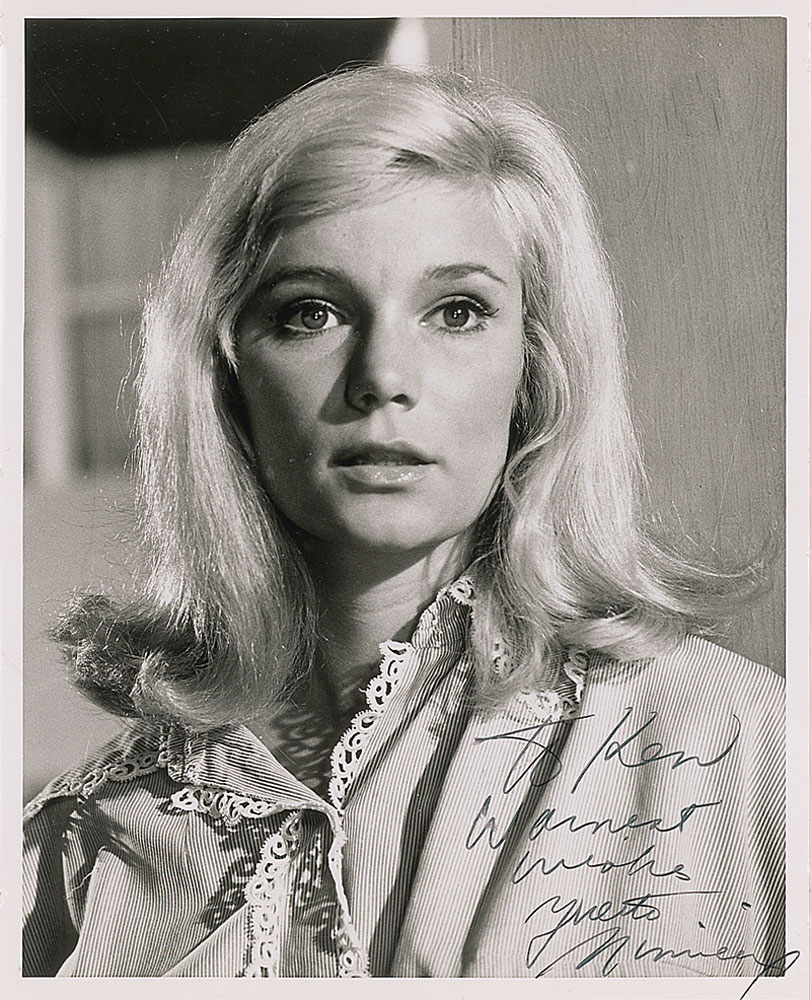

이베트 밈미여(Yvette Mimieux, 1942년 1월 8일 ~ )는 미국의 기업가, 연극 배우, 영화배우, 텔레비전 배우, 모델이다.
할리우드에서 태어났다.

## 방송
- 아케인 수사대

## 영화
- 블랙 홀 (1979년)
- 데블 독: 지옥의 사냥개 (1978년)
- 사랑의 유람선 (1977년)
- 스노우비스트 (1977년)
- 잭슨 카운티 제일 (1976년)
- 공포의 여정 (1975년)
- 넵툰 어드벤쳐 (1973년)
- 보잉 707 비상 착륙 (1972년)
- 아케인 수사대 (1970년)
- 피카소 썸머 (1969년)
- 쓰리 인 더 아틱 (1968년)
- 지옥의 용병들 (1968년)
- 현상금 (1965년)
- 루킹 포 러브 (1964년)
- The Wonderful World of the Brothers Grimm (1963년)
- 토이즈 인 더 아틱 (1963년)
- 다이아몬드 헤드 (1963년)
- 플로렌스에서 핀 사랑 (1962년)
- 묵시록의 4기사 (1961년)
- 타임 머신 (1960년)
- 해변에서 생긴 일 (1960년)